# Бубнівська сільська рада (Локачинський район)
Бубнівська сільська рада — колишня адміністративно-територіальна одиниця та орган місцевого самоврядування у Локачинському районі Волинської області з адміністративним центром у с. Бубнів.
Припинила існування 14 січня 2019 року через входження до складу Привітненської сільської громади Волинської області. Натомість утворено Бубнівський старостинський округ при Привітненській сільській громаді.

## Населені пункти
Сільській раді підпорядковувались населені пункти:
- с. Бубнів
- с. Линів

## Населення
Згідно з переписом УРСР 1989 року чисельність наявного населення села становила 1025 осіб, з яких 491 чоловік та 534 жінки.
За переписом населення України 2001 року в селі мешкали 973 особи.

### Мова
Розподіл населення за рідною мовою за даними перепису 2001 року:
| Мова       | Відсоток |
| ---------- | -------- |
| українська | 99,69 %  |
| російська  | 0,31 %   |

## Склад ради
Рада складалась з 14 депутатів та голови.

## Керівний склад сільської ради
| ПІБ                              | Основні відомості                                                         | Дата обрання | Дата звільнення |
| -------------------------------- | ------------------------------------------------------------------------- | ------------ | --------------- |
| Тригуб Василь Михайлович         | Сільський голова, 1951 року народження, освіта, безпартійний              | 26.03.2006   | 31.10.2010      |
| Торчинський Руслан Ростиславович | Сільський голова, 1973 року народження, освіта вища, член Партії регіонів | 31.10.2010   |                 |

Примітка: таблиця складена за даними джерела